# ODBC
ODBC (ang. Open DataBase Connectivity – otwarte łącze baz danych) – interfejs pozwalający programom łączyć się z systemami zarządzającymi bazami danych. Jest to API niezależne od języka programowania, systemu operacyjnego i bazy danych. Standard ten został opracowany przez SQL Access Group we wrześniu 1992 roku. W skład ODBC wchodzą wywołania wbudowane w aplikacje oraz sterowniki ODBC.
Pierwsza implementacja ODBC pojawiła się w systemie Microsoft Windows, lecz obecnie możliwe jest korzystanie z niego na platformach takich jak Unix, OS/2 oraz Macintosh.
W systemach bazodanowych typu klient-serwer (np. Oracle lub PostgreSQL) sterowniki dają dostęp do silnika baz danych, natomiast w programach dla komputerów osobistych sterowniki sięgają bezpośrednio do danych. Mechanizm ODBC współpracuje zarówno z bazami obsługującymi język SQL, jak i nieobsługującymi go – w tym ostatnim przypadku język SQL jest tłumaczony na język bazy danych.